# Antonio María Segovia

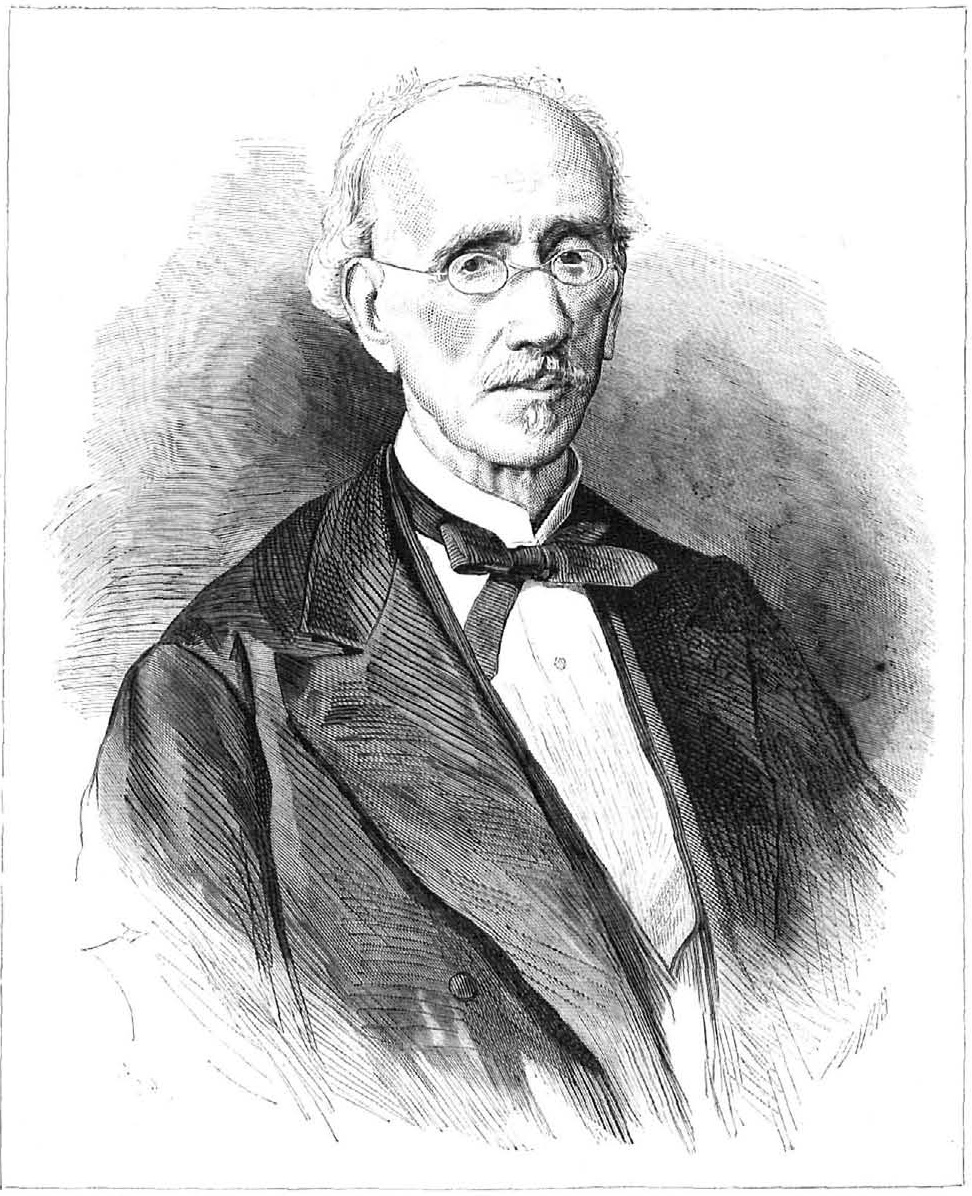
Antonio María Segovia, grabado de Marcelo París por dibujo de Daniel Perea y fotografía de Juliá. La Ilustración Española y Americana, 8 de febrero de 1874.

Antonio María Segovia e Izquierdo (Madrid, 1808 - 14 de enero de 1874), conocido por sus seudónimos periodísticos El Estudiante y El Cócora, fue un periodista, político y escritor español. 
Tras abandonar la carrera militar, se dedicó al periodismo bajo los seudónimos de El Estudiante y El Cócora en publicaciones muy diversas. Amigo y colaborador del poeta y periodista Santos López Pelegrín, más conocido como Abenámar, con quien publicó Abenámar y El Estudiante, fue famoso por su socarronería y agudeza; tradujo del francés y escribió muchas piezas teatrales (por ejemplo, El peluquero en el baile (1850), El aguador y el misántropo (1854), A un cobarde, otro mayor o la zarzuela Don Pacífico, o El dómine irresoluto, entre muchas otras) y poesías festivas y satíricas (Colección de composiciones serias y festivas, en prosa y verso, entre las publicadas e inéditas del escritor conocido por "El Estudiante", Madrid: Repullés, 1839). Trabajó en La Abeja y en el Semanario Pintoresco Español, codirigió El Progreso y fue crítico taurino de El Correo Nacional; gustó de criticar con burlas los excesos del Romanticismo, pero sobre todo fue un mordaz y agresivo articulista político, faceta que ejerció en El Mundo, en otros periódicos y sobre todo en El Jorobado, en este último fundamentalmente contra Juan Álvarez Mendizábal. Finalmente, fundó su propio periódico, dirigido por el mismo, El Estudiante, en 1839, que no pudo sostenerse mucho tiempo: en 1840 hubo de exiliarse a París por motivos políticos. 
Fue miembro de la Real Academia de Bellas Artes de San Fernando y desde 1845 de la Real Academia, en cuya secretaría sucedió a Manuel Bretón de los Herreros en 1873 y para cuyo puesto realizó una serie de estudios eruditos, algunos de ellos de carácter cervantino; cabe destacar Del drama lírico y de la lengua castellana como elemento musical. En 1855 fue nombrado cónsul español en la República Dominicana, donde concedió generosamente la ciudadanía española a numerosos dominicanos, lo que le causó algunos problemas. En prosa escribió Manual del viajero español de Madrid a París y Londres (1851), en el que dejó escrito: "«Nuestra rudeza menosprecia aquel refinamiento de comodidad doméstica que los ingleses especialmente han llevado a tan alto grado y llaman confort. Entre nosotros se tiene por delicadeza excesiva y ridicula el deseo de que no entre aire por las rendijas de las puertas; de que no estén los muebles empolvados; de que las sillas y sofás sean para sentarse y no como adorno de la sala; de que en todas las estaciones se mantenga la habitación a una temperatura conveniente; de que las chinches no inunden nuestra cama; de que la cocinera no esté cantando seguidillas a voz en grito, mientras el huésped duerme o trabaja; de que el criado no entre a servir suciamente vestido, con el cigarro en la boca ni apestando a sudor».
En 1873 publicaría Los anónimos, los anonimistas y los anonimatos. 
Inicialmente enterrado en el cementerio de San Martín, al desaparecer este sus restos fueron trasladados al cementerio de la Almudena, donde descansan actualmente.

## Fuente
- Dir. Víctor García de la concha, Historia de la Literatura Española. Siglo XIX (I). Coord. Guillermo Carnero. Madrid: Espasa-Calpe, 1996.
- Jesús Bregante, Diccionario Espasa de Literatura Española. Madrid: Espasa-Calpe, 2003.